# Виолета Радомирска
Виолета Радомирска е българска оперна певица, мецосопран.
Родена в София, още като дете изпълнява солови партии за детския радиохор. В 1995 г. започва обучението си в Музикалната академия, където учи пеене при Александрина Милчева. Две години по-късно изпълнява на сцената на Софийската опера първата си значима роля в „Севилският бръснар“.
От 1999 г. живее и работи в Швейцария (Цюрих). До 2014 работи на договорни начала с местните музикални институции, а по-късно преминава изцяло на свободна концертна практика. През сезон 2018/2019 дебютира в Миланската скала в „Електра“ на Рихард Щраус. В следващите няколко години, наред с международните изяви, Радомирска работи и със Софийската опера, като изпълнява ролите на Кармен, Амнерис („Аида“), Олга („Евгений Онегин“), Малика („Лакме“), Малколм („Жената от езерото“), Еболи („Дон Карлос“), Ана Каренина, Полина („Дама Пика“), и други, а също участва в концерти на Софийска филхармония, Плевенска филхармония, Оркестъра на БНР и др.

## Награди
- 1995 г. – Национален конкурс „Светослав Обретенов“
- 1997 г. – Национален Конкурс „Светослав Обретенов“
- 2002 г. – Европейска окуражителна награда от Европейската фондация за култура (Страсбург)